# Борщ Дмитро Володимирович
Дмитро Володимирович Борщ (нар. 22 червня 1994, Чернігів, Україна) — український футболіст, лівий захисник «Чернігова».

## Життєпис
У ДЮФЛУ з 2007 по 2011 рік виступав за «Юність» (Чернігів). Дорослу футбольну кар'єру розпочав 2011 року в «Поліссі» (Добрянка) з чемпіонату Чернігівської області. У 2012 році перейшов до ЮСБ (Чернігів), а в 2013 році у футболці чернігівців дебютував в аматорському чемпіонату України. У сезоні 2016/17 років виступав за «Авангард» (Корюківка) з аматорському чемпіонату України. 
Навесні 2017 року повернувся до «Чернігова», який виступав в обласному чемпіонаті та в аматорському чемпіонаті України. На професіональному рівні дебютував за чернігівський клуб 6 вересня 2020 року в переможному (2:0) виїзному поєдинку 1-го туру групи А Другої ліги України проти київського «Рубікона». Дмитро вийшов на поле в стартовому складі та відіграв увесь матч. Першим голом у професіональному футболі відзначився 24 жовтня 2020 року на 33-й хвилині (реалізував пенальті) нічийного (1:1) виїзного поєдинку 8-го туру групи А Другої ліги проти «Ужгорода». Борщ вийшов на поле в стартовому складі та відіграв увесь матч.

## Досягнення
ФК «Чернігів»
- Чемпіонат Чернігівської області
  -  Чемпіон (1): 2019